# Кушалино (сельское поселение)
Се́льское поселе́ние Куша́лино — упразднённое муниципальное образование Рамешковского района Тверской области.
Административный центр — село Кушалино.
Законом Тверской области от 5 апреля 2021 года № 18-ЗО к 17 апреля 2021 года было упразднено в связи с преобразованием Рамешковского района в муниципальный округ.

## Географические данные
- Нахождение: юго-западная часть Рамешковского района
  - Граничило:
    - на севере — с СП Никольское и СП Застолбье
    - на востоке — с СП Ведное и СП Ильгощи
    - на юге — с Калининским районом, Славновским , Михайловским и Кулицким СП.
    - на западе — с Лихославльским районом, с Первитинским и Микшинским СП.

По территории поселения протекали река Кушалка, приток реки Медведицы. Северо-западную треть территории поселения занимал болотный массив Святинский Мох с озером Святое.

## История
В конце XVI века Кушалином и всей округой владел Симеон Бекбулатович, который в правление Бориса Годунова был лишен звания Великого князя Тверского и «удален» в Кушалине. В XIX веке территория поселения была на стыке трех уездов Тверской губернии — Бежецкого, Тверского и Корчевского. Село Кушалино входило в Арининскую волость Тверского уезда. После ликвидации Тверской губернии в 1926 г. Кушалино относилось к Тверскому (затем к Калининскому) району Московской области. В 1935 г. была образована Калининская область, в её составе образован Кушалинский район, к которому относились населённые пункты нынешних СП Кушалино и СП Ведное Рамешковского района и Славновского СП Калининского района. Кушалинский район упразднен в 1956 г.
Образовано в 2005 году из Кушалинского сельского округа:.

## Население
| 2002  | 2008  | 2010  | 2011  | 2012  | 2013  | 2014  |
| ----- | ----- | ----- | ----- | ----- | ----- | ----- |
| 1770  | ↗1858 | ↗1974 | ↘1956 | ↗2005 | ↗2080 | ↗2185 |
| 2015  | 2016  | 2017  | 2018  | 2019  | 2020  | 2021  |
| ↗2249 | ↗2277 | ↘2275 | ↘2247 | ↗2256 | ↗2317 | ↘2314 |

Национальный состав: русские и тверские карелы.

## Состав сельского поселения

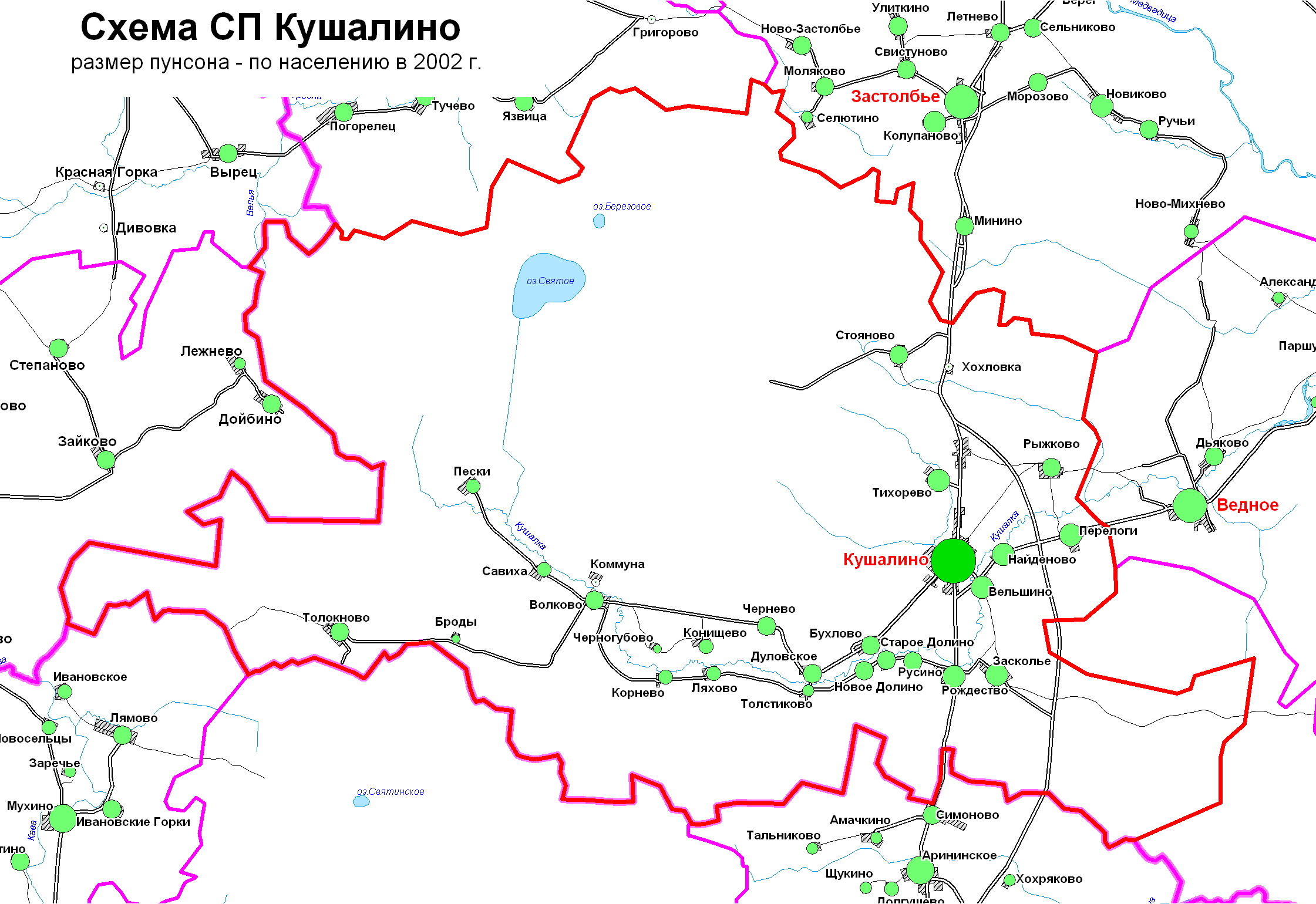
Схема СП Кушалино

| №  | Населённый пункт | Тип населённого пункта       | Население |
| -- | ---------------- | ---------------------------- | --------- |
| 1  | Броды            | деревня                      | →0        |
| 2  | Бухлово          | деревня                      | ↘33       |
| 3  | Вельшино         | деревня                      | ↗78       |
| 4  | Волково          | деревня                      | ↘34       |
| 5  | Дуловское        | деревня                      | ↘22       |
| 6  | Засколье         | деревня                      | ↗83       |
| 7  | Коммуна          | деревня                      | ↘0        |
| 8  | Конищево         | деревня                      | ↗10       |
| 9  | Корнево          | деревня                      | ↘1        |
| 10 | Кушалино         | село, административный центр | ↗1162     |
| 11 | Ляхово           | деревня                      | ↘1        |
| 12 | Найденово        | деревня                      | ↗75       |
| 13 | Новое Долино     | деревня                      | ↘10       |
| 14 | Перелоги         | деревня                      | ↗165      |
| 15 | Пески            | деревня                      | ↗5        |
| 16 | Рождество        | село                         | ↗92       |
| 17 | Русино           | деревня                      | ↗40       |
| 18 | Рыжково          | деревня                      | ↗19       |
| 19 | Савиха           | деревня                      | ↘5        |
| 20 | Старое Долино    | деревня                      | ↘1        |
| 21 | Стояново         | деревня                      | ↗38       |
| 22 | Тихорево         | деревня                      | ↘50       |
| 23 | Толокново        | деревня                      | ↗22       |
| 24 | Толстиково       | деревня                      | ↗7        |
| 25 | Хохловка         | деревня                      | ↘0        |
| 26 | Чернево          | деревня                      | ↘14       |
| 27 | Черногубово      | деревня                      | →1        |

## Известные люди
На кушалинской земле родились три Героя Советского Союза: 

 краснофлотец Виктор Дмитриевич Кусков — родился в д.Перелоги. 

 летчик Сергей Иванович Коновалов — родился в д.Пески. 

 танкист Алексей Дмитриевич Соловьёв — родился в с.Рождество.